# Phyllogomphoides semicircularis
Phyllogomphoides semicircularis är en trollsländeart som först beskrevs av Selys 1854.  Phyllogomphoides semicircularis ingår i släktet Phyllogomphoides och familjen flodtrollsländor. Inga underarter finns listade i Catalogue of Life.